# 서브밀리미터파 천문학 위성

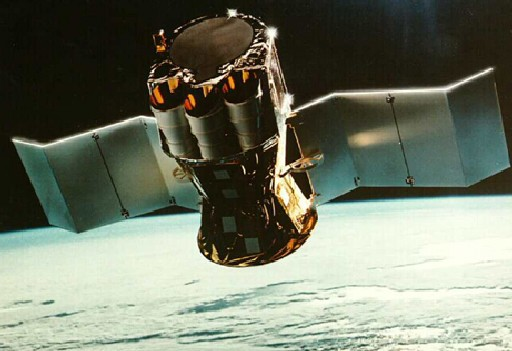

서브밀리미터파 천문학 위성(Submillimeter Wave Astronomy Satellite, SWAS, 익스플로러 74, Explorer 74, SMEX-3)은 미국 항공 우주국(NASA) 서브밀리미터 천문학 위성이며 SMEX(스몰 익스플로러 계획)의 네 번째 우주선이다. 1998년 12월 6일 00:57:54 UTC에 반덴버그 공군기지에서 페가수스 XL 발사체를 타고 발사되었다. 망원경은 스미소니언 천체물리학 관측소(SAO)가 설계하고 볼 에어로스페이스(Ball Aerospace)가 통합했으며, 우주선은 NASA의 고더드 우주 비행 센터(GSFC)가 제작했다. 임무의 주요 조사관은 게리 J. 멜닉(Gary J. Melnick)이다.

## 같이 보기
- 익스플로러 계획